# Думбра

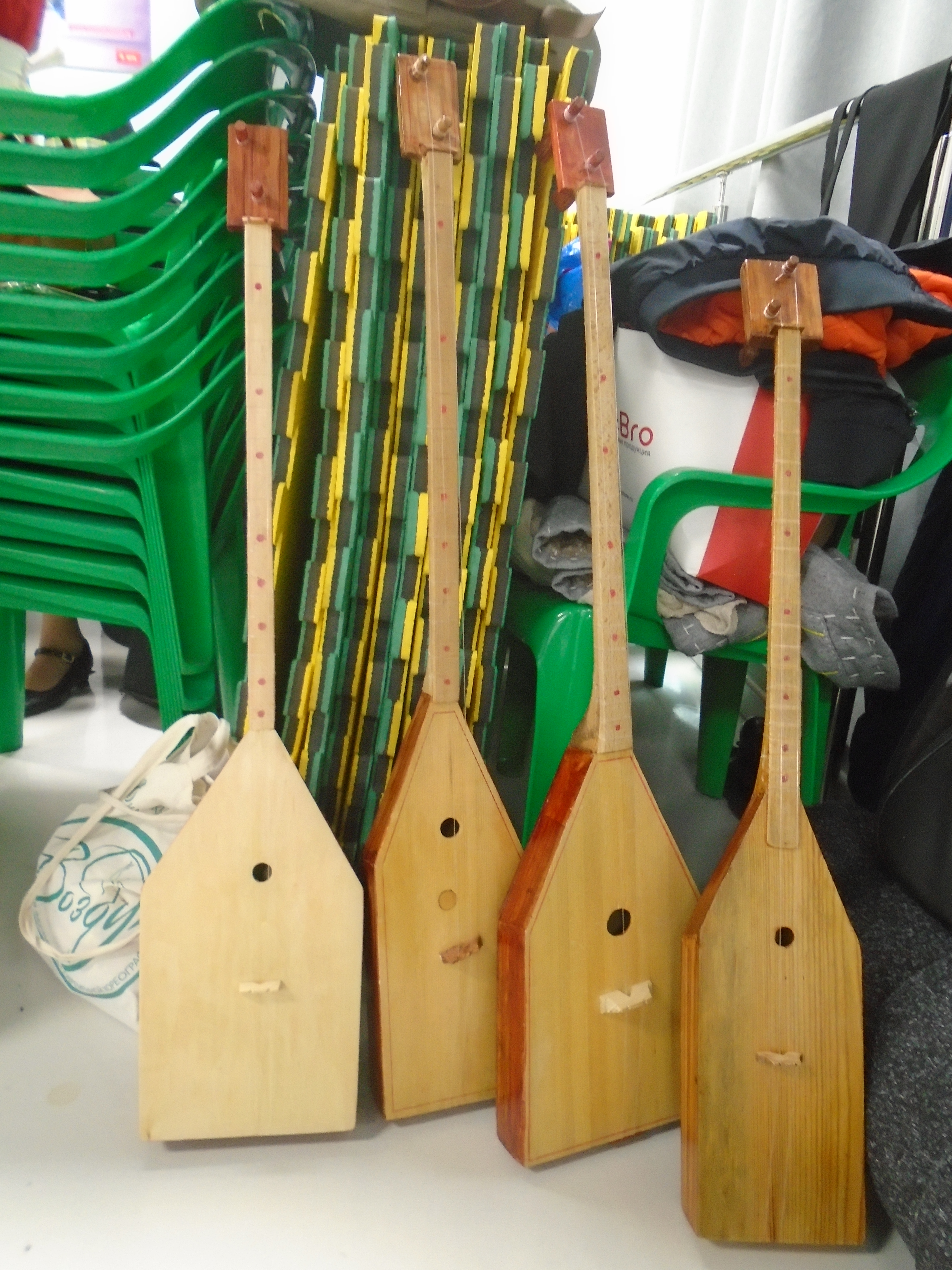
Думбра

Думбра́ (тат. думбра, думбыра) — татарский струнный щипковый музыкальный инструмент.
Близкородственные инструменты распространены также у башкир (думбыра), киргизов (комуз), казахов (домбра), узбеков (дутар), других тюркских народов, калмыков, а также у таджиков.
Татарская думбра представляет собой двух-трехструнный хордофон, длиной 80-100 см, корпус грушевидной или лопатообразной формы изготавливался путем долбления деревянной заготовки с последующим натягиванием на неё кожи или приклеиванием тонкой сосновой дощечки, игравших роль резонатора.
Думбра, как и бытовавшие у татар струнные саз, танбур, мандолина, гыжык, ариля, чимбал, шлемовидные гусли, к началу XX в. вытесняются скрипкой.

## Татарские пословицы и поговорки, связанные с думброй
- «Аңлаганга чебен тавышы да саз, аңламаганга думбра тавышы да әз» — Понимающему и звук мухи — саз, непонимающему и думбры мало[5].
- «Думбырачы думбырачыны күрсә, кылы өзелә, ди» — Когда думбрист видит думбриста, у него рвутся струны.
- «Туйда думбырага думбыра белән, тукмакка тукмак белән кайтаралар» — букв. На свадьбе отвечают на думбру думброй, на колотушку колотушкой.
- «Думбыра туй төшкән өйгә килешер» — Думбра подходит свадебному дому[6].
- «Ни думбыра белмәгән, Ни сызгыра белмәгән» — Ни на думбре не умеет играть, ни свистеть[7]\
- «Кызыңны үз иркенә куйсаң, думбрачыга барыр» — Если дать волю дочери, она пойдет замуж за играющего на думбре.
- «Туй үткәч, думбыра какмыйлар» — букв. После свадьбы не играют на домбре[7].